# Кёльнская королевская хроника

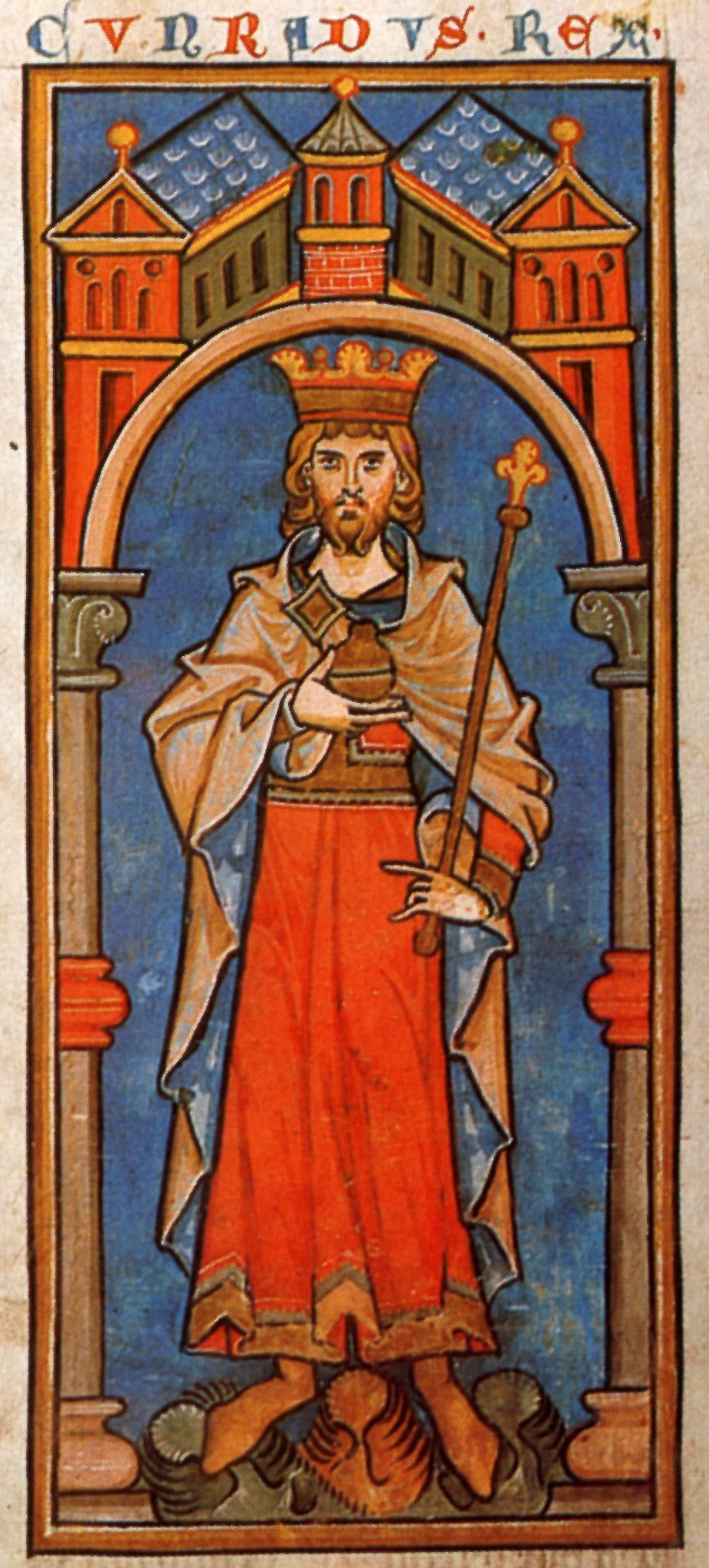
Миниатюра из рукописи «Кёльнской королевской хроники»

Кёльнская королевская хроника (лат. Chronica regia Coloniensis, нем. Die Kölner Königschronik) — обширное историческое сочинение, написанное на латинском языке в XII—XIII веках. До настоящего времени дошло несколько рукописей с некоторыми отклонениями в текстах.
В хронике содержится общая история Германии, многочисленные сведения по истории других стран, описания крестовых походов и борьбы с ересями, а также рассказы о разных чудесных событиях. Основная хроника охватывает период истории с 689 по 1175 год. У хроники имеется шесть продолжений, которые доводят изложение событий до 1314 года, в числе которых хроника Мартина Поляка (1278).

## Авторство
В одной из рукописей в предисловии к хронике написано, что её составил судья из Нойса. Издатели и переводчики хроники на немецкий язык полагали, что составителем исходной версии является некий каноник из Кёльна. Но в 1997 году М. Гротен установил, что хроника происходит из монастыря Зигбург.

## Содержание
В Кёльнской хронике приводятся письма, донесения, договоры и материалы из других хроник. Начальная часть хроники почти целиком посвящена истории Кёльна и его епископства, и только с 1106 года изложение касается уже истории всей Германии и её императоров. Наиболее подробно описаны события времени правления императора Фридриха I Барбароссы, взятие Константинополя во время Четвёртого Крестового похода и осада Дамиетты во время Пятого Крестового похода. Приводятся обстоятельства, повлёкшие за собой закладку в 1248 году Кёльнского собора.

## Издания
Текст, составленный из нескольких сохранившихся рукописей, издан в 1861 году К. Перцем в серии «Исторические памятники Германии», на основе которого К. Платнер сделал перевод хроники на немецкий язык. В 1896 году В. Ваттенбах выпустил переработанное и дополненное издание.

## Цитаты
Кёльнская хроника об известных исторических событиях.
- Об овладении арабами Иерусалимом в 1187 году:

В том же году голос горлицы, голос страданий и бедствий потряс земли Христа до самых пределов мира новым печальным слухом: святая земля Иерусалима, освященная стопами самого Господа ради нашего спасения, была брошена на осквернение язычникам, исцеляющий крест захвачен неверными, а среди христианского народа произошла резня.

- О гибели императора Фридриха I Барбароссы 1190 году:

Когда они, двигаясь дальше, вышли на берег какой-то реки (10 июня), император, разгорячившись после длительного напряжения, едва ли не против воли всех, вошел в реку, чтобы охладиться. И вскоре, по велению того, кто забрал душу предводителя, император нашел свою смерть в этом потоке. Мы так этому удивились, ибо та река была не очень глубокой, и большинство подтвердило, что её можно было перейти вброд. Только Бог, могучей длани которого никто не может избежать, и которому подвластны все, несущие земной шар, сделал так, как ему угодно. Неизменный и неколебимый приговор, вынесенный по его воле, конечно, справедлив, но, если можно так сказать, безжалостлив, учитывая состояние святой церкви и длительное разорение Земли Обетованной. На этом месте при таком омрачившем нас известии слабеет наш слог и теряется дар речи, не способные описать скорбь и горе множества паломников…

- О закладке Кёльнского собора в 1248 году:

Архиепископ Конрад созвал церковных прелатов, дворян земли и своих министериалов и, в то время как огромная толпа народа внимала увещеваниям проповедников после завершения праздничной мессы в день Вознесения блаженной Девы Марии, он заложил первый камень, а затем, на основании полномочий господина Папы и своих собственных, а также властью легата и всех викарных епископов кёльнской церкви объявил верующим неслыханное до сих пор отпущение грехов тем, кто внесёт или пришлёт свой вклад в строительство церкви. Именно с этого времени с большими затратами начинается возведение новой церкви Св. Петра, — Кёльнского собора, невероятной высоты и длины.